# Brian Krebs
Brian Krebs (Alabama, 1972) è un giornalista reporter investigativo statunitense conosciuto per il suo interesse nei crimini informatici, garantendo agli autori di tali crimini l'anonimato in caso di interviste. .
Il suo interesse per l'argomento crimini informatici emerse nel 2001 quando un worm gli ha negato l'accesso al suo computer.
E autore di un blog quotidiano, il KrebsOnSecurity.com,  sito che si occupa di sicurezza e crimini informatici. Dal 1995 al 2009, è stato giornalista del Washington Post interessato nell'investigazione in temi di politica tecnologica, riservatezza e sicurezza informatica, oltre alla creazione del blog Security Fix. È anche conosciuto per aver intervistato l'hacker 0x80.
Il 14 Marzo 2013 fu uno tra i primi giornalisti vittime di swatting. Il 28 Dicembre 2013 pubblicò per primo la notizia che la Target Corporation, azienda statunitense nel settore della grande distribuzione, aveva subito la violazione di 40 milioni di carte di credito. Krebs sei giorni dopo identificò un hacker ucraino, coperto da un sito anonimo, che vendeva le informazioni delle carte di credito e di debito dei clienti della Target al prezzo di 1$ al pezzo.
Nel 2014 pubblicò un libro chiamato, Spam Nation: The Inside Story of Organized Cybercrime - from Global Epidemic to Your Front Door, libro che nel 2015 gli valse la vittoria del Prose Award.

## Istruzione
Nel 1994 ricevette un Bachelor of Arts in relazioni internazionali presso la George Mason University.

## Carriera
Ha iniziato la sua carriera come giornalista del Washington Post nel dipartimento di circolazione. Da qui, ha ottenuto un lavoro come aiutante di copia nel Post, dove alternava lo smistamento della posta allo scrivere in dettatura dai giornalisti del campo. Inoltre lavorò come aiuto-editore per il dipartimento editoriale ed il banco finanziario. Nel 1999 iniziò a lavorare come scrittore per il sito, Newsbytes.com, servizio trasmesso elettronicamente fornitore di notizie aggiornate, aggiornamenti sui mercati finanziari e altre informazioni di proprietà del Washington Post

## Premi e riconoscimenti
- 2004 – Carnegie Mellon CyLab Cybersecurity Journalism Award of Merit[8] . Premio al Merito per il giornalismo che tratta argomenti di Cibersicurezza.
- 2005 – CNET News.com considera Security Fix come uno dei 100 migliori blog, affermando: "Significativa raccolta di problemi di sicurezza. Brian Krebs del Washington Post offre un'utile prospettiva in prima persona".[9]
- 2009 – Winner of Cisco Systems' 1st Annual "Cyber Crime Hero" Award[10] Primo eroe contro il Cyber crimine.
- 2010 – Security Bloggers Network, "Best Non-Technical Security Blog"[11]
- 2010 – SANS Institute Top Cybersecurity Journalist Award[12]
- 2011 – Security Bloggers Network, "Blog That Best Represents the Industry"[13]
- 2014 – National Press Foundation, "Chairman's Citation Award"[14]

## Apparizione nei media
Krebs è un relatore che frequentemente si tratta di sicurezza informatica e cybercrimine.
Nell'ottobre 2011, contribuì a fornire fondamentali contributi durante le seguenti conferenze internazionaliː
- Interlingua , in Rotterdam[15]
- Secure 2011 in Varsavia, Polonia[16]
- SecTor 2011, in Toronto, Ontario, Canada[17]
- FIRST 2011 in Vienna, Austria[18]